# Tratado de Bärwalde
El Tratado de Bärwalde (en francés: Traité de Barwald; en sueco: Fördraget i Bärwalde; en alemán: Vertrag von Bärwalde) fue un pacto que firmaron el 23 de enero de 1631 Francia y Suecia mediante el cual la primera se comprometía a dar ayuda financiera a la segunda para sostener su participación en la guerra de los Treinta Años.
Las dos naciones estipularon que Gustavo II Adolfo de Suecia mantendría un ejército de treinta y seis mil soldados a cambio de recibir de Francia un subsidio de cuatrocientos mil táleros anuales. El tratado tenía una vigencia mínima de un lustro.

## Antecedentes
La guerra de los Treinta Años estalló en 1618 cuando el protestante Federico, señor del electorado palatino, aceptó la corona de Bohemia. Muchos Estados alemanes no tomaron partido, ya que consideraban el conflicto una mera disputa de herencia en el seno del Sacro Imperio Romano Germánico; el emperador Fernando aplastó pronto el levantamiento bohemio. Seguidamente, los ejércitos imperiales invadieron el Palatinado, obligando a Federico a marchar al exilio.
El emperador extendió la guerra y cambió su naturaleza al privar a Federico de sus territorios hereditarios, puesto que esta acción suponía una eventual amenaza para otros príncipes alemanes. La preocupación creció en 1629 con la promulgación del Edicto de Restitución, que exigía que todas las propiedades que habían cambiado de dueño desde 1552 volviesen a sus propietarios anteriores. En casi todos los casos, esto significaba que algún protestante tendría que devolver bienes a la Iglesia católica, lo que suponía desbaratar lo dispuesto en la Paz de Augsburgo de 1555. Además, el ejército mercenario del general Wallenstein al servicio del emperador saqueaba las tierras que atravesaba, incluso las de los aliados de Fernando.

Uno de los motivos de la intervención sueca fue el control del comercio báltico; la adquisición sueca de la Pomerania Occidental (en azul) fue confirmada en 1653. Suecia conservó la región, menguada por ciertas cesiones a Brandeburgo, hasta 1815.

El edicto y el comportamiento de las tropas imperiales alimentaron la oposición protestante en el Imperio y atrajeron la atención de otras naciones, preocupadas por la perspectiva de la aplicación de una Contrarreforma católica. En 1625, Cristián IV de Dinamarca desembarcó en el norte de Alemania y obtuvo alguna victoria, pero tuvo que retirarse en 1629. Esto hizo que interviniese luego Gustavo II Adolfo de Suecia, en parte animado por su deseo de apoyar a sus correligionarios protestantes y en parte por la intención de asegurarse el dominio del comercio báltico, que proporcionaba gran parte de los ingresos de la hacienda sueca.
Casi dieciocho mil soldados suecos desembarcaron en el Ducado de Pomerania en junio de 1630; el ducado lo había ocupado Wallenstein en 1627. El soberano sueco firmó una alianza con Bogislaw XIV, duque de Pomerania, asegurando sus intereses en la región frente a la República de las Dos Naciones católica, rival báltica con vínculos familiares y religiosos con Fernando.
Aunque los suecos habían esperado contar con numerosos aliados, a finales de 1630 el único nuevo era la ciudad imperial de Magdeburgo, por entonces asediada por la Liga católica. Pese al edicto y la devastación causada en sus territorios por los soldados imperiales, la intervención sueca en los territorios alemanes también presentaba riesgos. Sajonia y Brandeburgo-Prusia, por ejemplo, también ansiaban dominar Pomerania. Por añadidura, la experiencia demostraba que invitar a potencias extranjeras a intervenir en el Imperio resultaba sencillo, pero no así deshacerse luego de ellas cuando se las consideraba ya innecesarias. Los suecos expulsaron a los imperiales, pero esto apenas significó sustituir un grupo de saqueadores por otro; Gustavo Adolfo no podía sostener a su gran ejército y sus soldados, sin pagas ni alimentos, quienes se volvieron cada vez más levantiscos e indisciplinados.
Juan Jorge I de Sajonia celebró una conferencia de Estados protestantes alemanes en Leipzig en enero de 1631, con la esperanza de alcanzar un pacto de neutralidad. Gustavo Adolfo reaccionó atravesando Brandeburgo hasta Bärwalde, a orillas del Óder, donde sentó el real. Aseguró así la retaguardia antes de marchar hacia Magdeburgo, al tiempo que enviaba una señal clara a los reunidos en Leipzig.

## Negociaciones

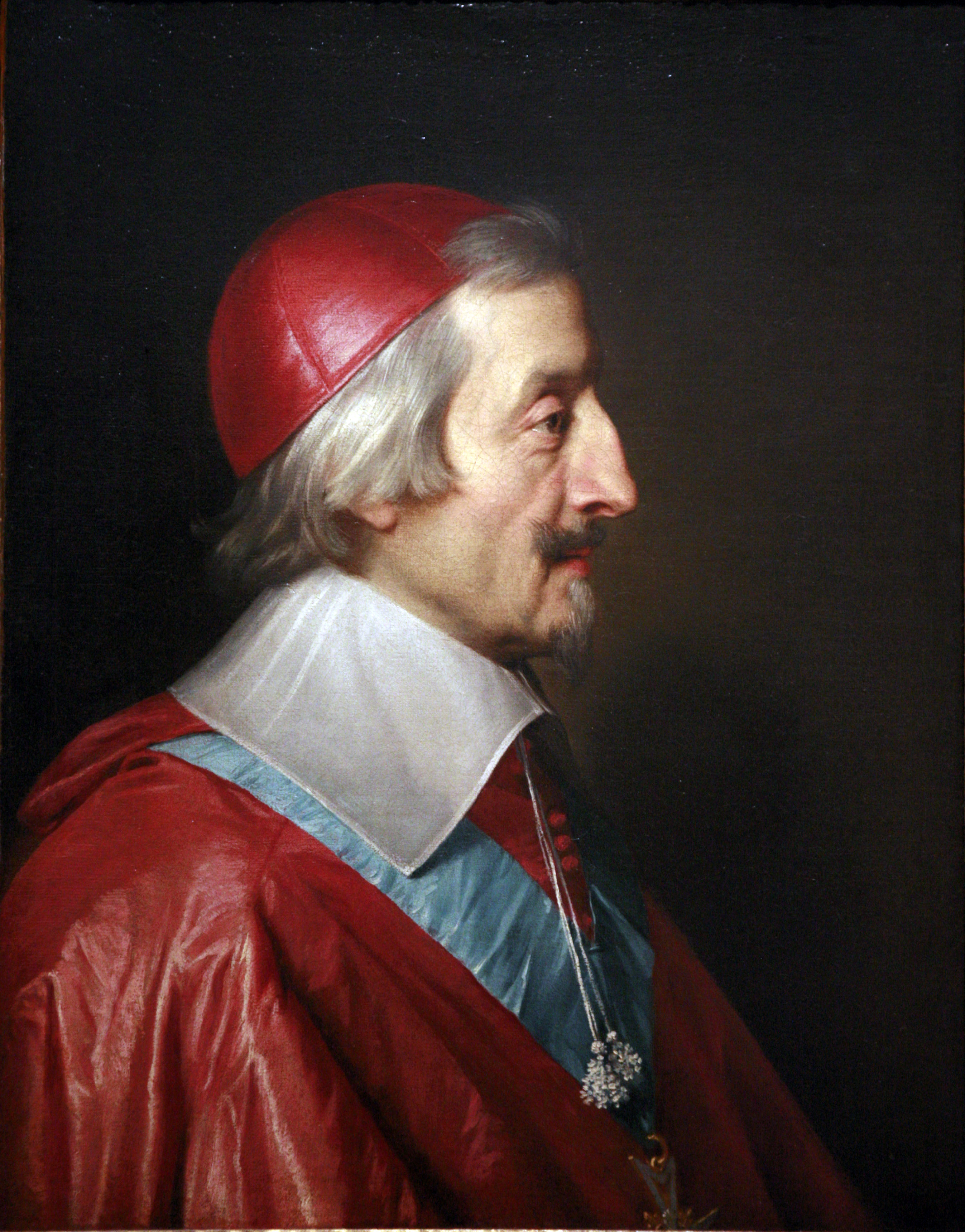
El cardenal Richelieu, primer ministro francés de 1624 a 1642.

En gran medida, la política de la Europa occidental de los siglos XVI y XVII estuvo marcada por la rivalidad entre Francia y los Habsburgo, señores de España y del Sacro Imperio. Francia estaba sumida durante la década de 1620 en nuevas guerras religiosas, por lo que el cardenal Richelieu, ministro principal de 1624 a 1642, evitó chocar abiertamente con los Habsburgo. Se limitó a financiar a sus enemigos, incluidos los holandeses, los otomanos y la intervención danesa en la guerra de los Treinta Años.
Francia se enfrentó indirectamente a España de 1628 a 1630 en la guerra de Mantua, en la Italia septentrional. Richelieu pretendía utilizar a Suecia contra España en Alemania y para ello despachó en 1629 a Hercule de Charnacé al Báltico, con la misión de negociar un tratado con el rey sueco. Las negociaciones avanzaron despacio; De Charnacé pronto se dio cuenta de que el monarca sueco tenía demasiada personalidad para ser un mero peón francés y aconsejó tratarlo con prudencia. Uno de los principales obstáculos entre las dos partes era la insistencia de Gustavo Adolfo en que Federico V fuese restaurado en el Palatinado, que estaba a la sazón ocupado por un aliado de Francia, Maximiliano de Baviera.
La guerra de Mantua terminó en octubre de 1630 con el Tratado de Ratisbona, favorable a Francia, si bien los negociadores franceses se habían comprometido a no firmar alianzas con Estados del Sacro Imperio sin la aquiescencia de Fernando. Esto hubiese desbaratado las bases de la política exterior francesa, y por ello Luis XIII rehusó ratificar el trato, lo que originó tensión entre Richelieu y la reina madre, María de Médici. Se creyó incluso que el cardenal había sido privado de sus cargos por el rey en lo que se conoce como el Día de los Engañados. Richelieu finalmente venció a sus rivales internos.
En todo caso, el apoyo sueco seguía siendo importante porque, al ser una potencia externa al Imperio, no quedaba afectada por las limitaciones de la paz de Ratisbona. París acució a De Charnacé para que concluyese cuanto antes la liga con Estocolmo; tras tratar con los diplomáticos suecos Gustaf Horn y Johan Banér, logró rubricar por fin la ansiada alianza en Bärwalde el 23 de enero de 1631.

## Disposiciones

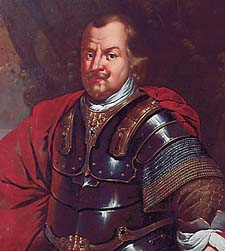
El negociador sueco Johan Banér

El propósito público del pacto fue garantizar la seguridad del Báltico y del comercio que en él se llevaba a cabo, incluido el respeto a privilegios mercantiles franceses en el estrecho de Øresund. Suecia se comprometió a mantener un ejército de treinta mil soldados (seis mil de ellos de caballería) en Alemania a cambio de recibir de Francia un subsidio anual de cuatrocientos mil táleros (un millón de libras), además de un pago único de otros ciento veinte mil para sufragar gastos de 1630. Estos subsidios eran menos del 2 % del presupuesto estatal francés, pero más del 25 % del sueco.
Gustavo Adolfo prometió cumplir las leyes imperiales sobre religión, conceder libertad de culto a los católicos y respetar la neutralidad de Baviera y las tierras de la Liga católica. Ambas partes se comprometieron asimismo a no firmar una paz separada y a respetar la alianza durante un lustro.

## Consecuencias

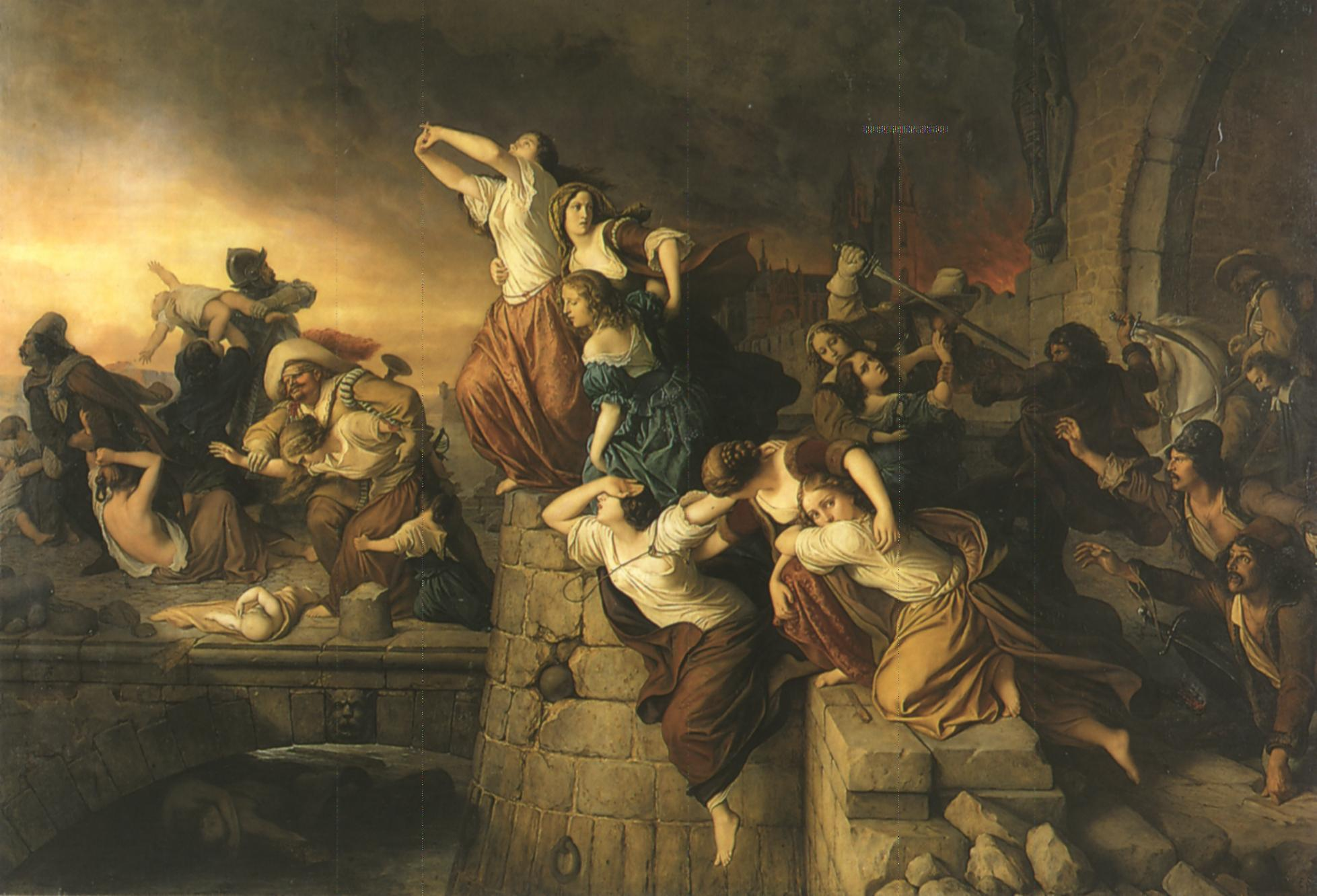
Representación decimonónica del Saqueo de Magdeburgo; alarmó a los protestantes europeos y liberó al soberano sueco de todo control francés efectivo.

La prisa con la que se firmó el tratado ocultó temporalmente serios problemas que pronto fueron palmarios. Un ejército de la Liga católica al mando del conde bávaro Tilly saqueó la ciudad protestante de Magdeburgo en mayo de 1631. Se afirmó que veinte mil personas perecieron en la que fue la peor matanza de la guerra; la carnicería agudizó el conflicto e hizo que varios Estados protestantes entrasen en la contienda. Gustavo Adolfo obtuvo una serie de brillantes victorias militares, pero la venganza protestante por la matanza de Magdeburgo suscitó la incomodidad de Richelieu, que era cardenal de la Iglesia católica.
En el tratado franco-bávaro de Fontainebleau de mayo del 1631, Richelieu se comprometía a acudir en socorro de Maximiliano si era atacado. Este pacto no chocaba teóricamente con el de Bärwalde, puesto que Gustavo Adolfo había prometido respetar la neutralidad de Baviera y de la Liga católica. En la práctica, esto requería que Baviera y la Liga se mantuviesen efectivamente neutrales y, como Richelieu señaló a Maximiliano, la mera presencia de Tilly en Magdeburgo ya suponía una infracción de la neutralidad.
La ambigüedad del Tratado de Bärwalde dio gran libertad de acción al soberano sueco, y el saqueo de Magdeburgo le granjeó el apoyo de los Países Bajos e Inglaterra, entre otros. Esto le hizo cada vez más independiente del control francés; su pujanza concluyó únicamente con su muerte en Lützen en noviembre de 1632. La intervención sueca, sin embargo, continuó; el Tratado de Stettin de 1653 confirmó la adquisición sueca de Pomerania, región que el país conservó hasta 1815.